# Las Niñas
Las Niñas fue un grupo de música español formado por las sevillanas Alba Molina, Vicky Luna y Aurora Power y cuyo primer disco, y el tema que le da título, (Ojú) tuvo un gran éxito en la primera década del siglo XXI. Su estilo es R&B en andaluz, combinando ritmos flamencos y toques rap.
Su propuesta musical tiene un trasfondo claramente social y en sus letras denuncian las desigualdades sociales, la guerra, la explotación de la Tierra, la educación de las próximas generaciones.
Principalmente sus temas son compuestos por Andreas Lutz (exmarido de Aurora Power y actual pareja de Alba Molina) que además de ser cantante de O'funk'illo (que fueron promotores y productores de "Las Niñas") también lo es de "Tucara" dúo formado con su actual pareja, es decir, Molina. Las Niñas contaron con colaboradores como Charly Cepeda (exmarido de Alba Molina y guitarra de Kiko Veneno) Pepo Imán, Mangu (Rare folk), Athanai (como compositor y artista invitado) y un sinfín de músicos.

## Veto en TVE
Fueron vetadas en televisión por su tema "Ojú!", con letras en contra de la guerra de Irak y de la situación de la política en general del momento, aunque esta censura les favoreció más de lo que les perjudicó, porque pasaron a ser llamadas por todas las demás cadenas no públicas para denunciar la falta de libertad de expresión a la que se habían visto sometidas por TVE, así recorrieron platós como el de Crónicas Marcianas y Lo + plus.
Su canción "Ya me siento mejor" fue usada en una película española de 2005, Reinas, dirigida por Manuel Gómez Pereira.

## Discografía
- Ojú (2003)
- Savia negra (2006)

## Premios
̈* Mejor grupo revelación y mejor canción revelación ('Ojú') en los Premios de la Música .
̈* Número 1 en los 40 principales.